# Bradypodion gutturale
Espèce
Synonymes
- Chamaeleo gutturalis Smith, 1849

Statut CITES
Statut de conservation UICN

 LC : Préoccupation mineure
Bradypodion gutturale est une espèce de sauriens de la famille des Chamaeleonidae. Cette espèce effectue une reproduction vivipare, donc met au monde des petits en vie.

## Répartition
Cette espèce est endémique du Cap-Occidental en Afrique du Sud.

## Publication originale
- Smith, 1849 : Illustrations of the Zoology of South Africa; Consisting Chiefly of Figures and Descriptions of the Objects of Natural History Collected during an Expedition into the Interior of South Africa, in the Years 1834, 1835, and 1836 . vol. III. Reptilia, London, Smith, Elder, & Co.